# آرت لافلئور
آرت لافلئور (انگلیسی: Art LaFleur؛ زادهٔ ۹ سپتامبر ۱۹۴۳ – درگذشتهٔ ۱۷ نوامبر ۲۰۲۱) یک هنرپیشه اهل ایالات متحده آمریکا بود.
از فیلم‌ها یا برنامه‌های تلویزیونی که وی در آن نقش داشته‌است می‌توان به حکم مرگ، کبرا، همیشه جوان، هواپیمایی آمریکا، مردی با یک کفش قرمز، اکنون در ارتش، جک خرس، بابا نوئل ۲، بابا نوئل ۳ و ترنسرها اشاره کرد.